# Gran Premi Ciclista de Montreal 2010
El Gran Premi Ciclista de Montreal 2010 fou la 1a edició del Gran Premi Ciclista de Montreal i es disputà el 12 de setembre de 2010. Aquesta era la 17a prova de l'UCI ProTour 2010 i la 25a del Calendari mundial UCI 2010. El vencedor fou el neerlandès Robert Gesink.

## Equips participants
El 18 equips ProTour són presents en aquesta cursa, així com tres equips continentals convidats: BBox Bouygues Telecom, BMC Racing Team i Cofidis. Una selecció canadenca és el 22è equip.
| Num     | Equip              |
| ------- | ------------------ |
| 1-8     | Garmin-Transitions |
| 11-18   | Euskaltel–Euskadi  |
| 21-28   | Rabobank ProTeam   |
| 31-38   | Team RadioShack    |
| 41-48   | Liquigas-Doimo     |
| 51-58   | Quick Step         |
| 61-68   | Team Sky           |
| 71-78   | FDJ                |
| 81-88   | Team Saxo Bank     |
| 91-98   | Team Katusha       |
| 101-108 | AG2R La Mondiale   |

| Num     | Équipe                |
| ------- | --------------------- |
| 111-118 | Lampre-Farnese Vini   |
| 121-128 | Team HTC-Columbia     |
| 131-138 | Caisse d'Epargne      |
| 141-148 | Milram                |
| 151-158 | Astana Qazaqstan Team |
| 161-168 | Omega Pharma-Lotto    |
| 171-178 | Footon-Servetto       |
| 181-188 | BBox Bouygues Telecom |
| 191-198 | BMC Racing Team       |
| 201-208 | Cofidis               |
| 211-218 | Canada                |

## Classificació final
|    | Ciclista                 | Equip               | Temps      | Punts UCI |
| -- | ------------------------ | ------------------- | ---------- | --------- |
| 1  | Robert Gesink (NED)      | Rabobank ProTeam    | 4h 58' 22" | 80        |
| 2  | Peter Sagan (SVK)        | Liquigas-Doimo      | + 4"       | 60        |
| 3  | Ryder Hesjedal (CAN)     | Garmin-Transitions  | + 4"       | 50        |
| 4  | Haimar Zubeldia (ESP)    | Team RadioShack     | + 4"       | 40        |
| 5  | Maxime Monfort (BEL)     | Team HTC-Columbia   | + 4"       | 30        |
| 6  | Samuel Sánchez (ESP)     | Euskaltel–Euskadi   | + 9"       | 22        |
| 7  | Leonardo Duque (COL)     | Cofidis             | + 14"      | 14        |
| 8  | Aleksandr Botxarov (RUS) | Team Katusha        | + 14"      | 10        |
| 9  | Francesco Gavazzi (ITA)  | Lampre-Farnese Vini | + 14"      | 6         |
| 10 | Alessandro Ballan (ITA)  | BMC Racing Team     | + 14"      | 2         |